# Stacze (powiat Olecki)
Stacze (Duits: Statzen) is een plaats in het Poolse woiwodschap Ermland-Mazurië, gelegen in het district Olecki. De plaats maakt deel uit van de landgemeente Kowale Oleckie en telt 260 inwoners.